# Tihøje
Tihøje  er en 111 meter høj (moh.) bakke beliggende nordvest for Røddinglund Plantage, på Tihøje Hede nordvest for Vildbjerg i Herning Kommune. Den  er det højeste punkt på Skovbjerg Bakkeø. Heden er udpeget som  vildtreservat. 
Den er den nordligste og højeste  af  en gruppe på 11 bronzealderhøje.